# Reiki
Ez a szócikk a természetgyógyászat egy formájáról szól. A japán korszakra vonatkozósan lásd itt: reiki
A reiki (霊気 vagy レイキ) egy spirituális gyakorlat, melyet Uszui Mikao japán szerzetes fejlesztett ki 1922-ben. A Kurama-hegyen történő három heti böjt és meditáció után, Uszui állítása szerint, egyfajta „kimeríthetetlen forrású energia segítségével történő gyógyítás” képességében részesült.
A gyakorlat egy részét, a reikis kézrátételt az Amerikai Egyesült Államokban a kiegészítő és alternatív orvoslások egyikének tekintik. Ekkor a technika gyakorlója – meggyőződése szerint – „gyógyító energiát” közvetít a tenyéren keresztül a kezelésben részesülő számára.
A reikivel kezelők a gyógyulást a csi létezésével és jótékony hatásával hozzák kapcsolatba, mindazonáltal sem a csi, sem bármilyen, a csi-t irányító mechanizmus létezése tudományosan nem bizonyított. Klinikai vizsgálatok sem támasztják alá a reiki hatékonyságát vagy felhasználásának javallható voltát egyetlen betegséggel kapcsolatban sem.

## Történelem

### A név eredete

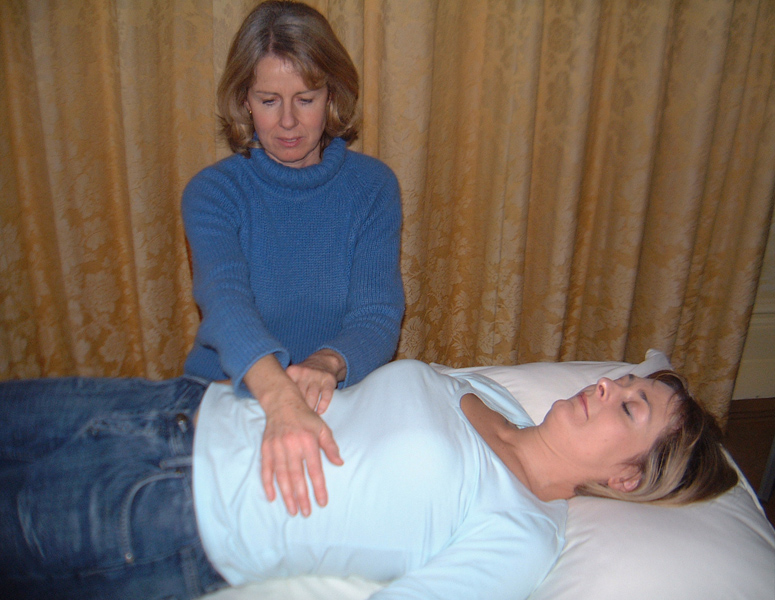

A japán reiki 霊気 "titokzatos légkör; spirituális erő" a kínai lingqi-ből 靈氣 vett kölcsönszó. A japán összetett szó egyesíti a rei mint 霊 "szellem, lélek, természetfölötti, csodás, isteni, éteri lény", és ki mint 気 "spirituális energia, vitális energia, életerő, az élet energiája" szavakat.
A magyar reiki a japán kölcsönszó átírása. A reiki szófaja lehet főnév (mely egyaránt vonatkozhat a vélt energiára és az azt felhasználó kezelési módszerre), melléknév vagy ige. Néhány nyugati szerző a reiki-t pontatlanul "univerzális energia"-ként fordítja. Ez a kovácsolt kifejezés elkerüli a japán reiki szó "titokzatos; kísérteties" negatív konnotációit, de részben tévesen fordít: a ki életenergiát jelent, de a rei-nek nincs "univerzális" jelentése.
A reiki kifejezés egy nyugaton elterjedt rövidített szóhasználata a teljes japán szókapcsolatnak, japánul sin sin kaizen Uszui reiki rjóhó = Uszui-féle reiki gyógyítás módszere a test és az elme fejlesztése révén.

### Származás

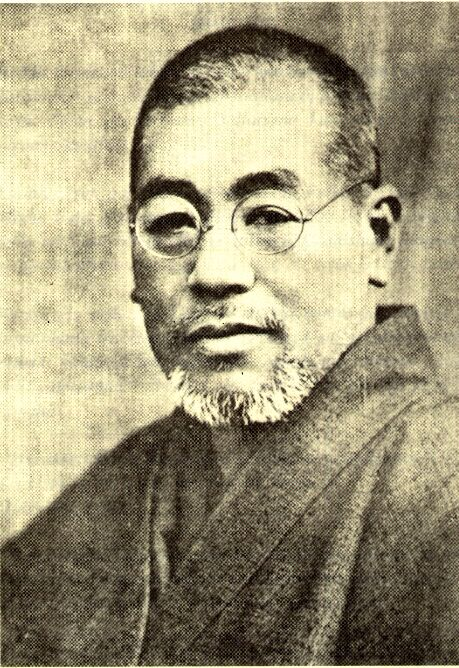
Uszui Mikao (1865–1926)

Uszui Mikao (臼井甕男) fedezte fel a reikit 1922-ben a Kurama-hegyi elvonulás alkalmával, mely meditálást, böjtölést és imádkozást foglalt magában. Uszui azt állította, hogy egy misztikus kinyilatkoztatás által megszerezte azt a tudást és spirituális erőt, melyet másokon is alkalmazhat és mely által másokat is behangolhat arra, amit ma reikinek nevezünk.
1922 áprilisában Uszui Tokióba költözött, és megalapította a Uszui Reiki Rjóhó Gakkait, az Uszui-féle Reiki Gyógyító Társaságot.
Uszui csodálta Meidzsi császár irodalmi alkotásait, és a reikirendszer kidolgozása közben a császár néhány munkáját egy sor erkölcsi alapelvbe foglalta össze, melyek később "reikialapelvek"-ként váltak ismertté. Számos reikioktató és -gyakorló igyekszik követni ezt az öt alapelvet, melynek egyik fordítása a következő:
"A boldogság megidézésének titkos módszere; a csodálatos gyógyszer, mely test és lélek minden betegségét meggyógyítja:
Csak a ma
Nem vagyok dühös,
Nem aggódom,
Hálás vagyok,
Teszem a dolgom,
Kedves vagyok az emberekhez!
Reggel és este ülj le gassó tartásban és szívedben hangosan ismételd el e szavakat.
A test és lélek fejlődéséért, Uszui Mikao, az alapító."
Uszui több mint kétezer embert tanított meg a reikivel használatára. Tanítványai közül tizenhatan folytatták a képzést sinpiden szintig, ami a nyugati harmadik fokozatnak vagy mesteri szintnek felel meg. Uszui 1926-ban hunyt el.

### Kezdeti fejlődés

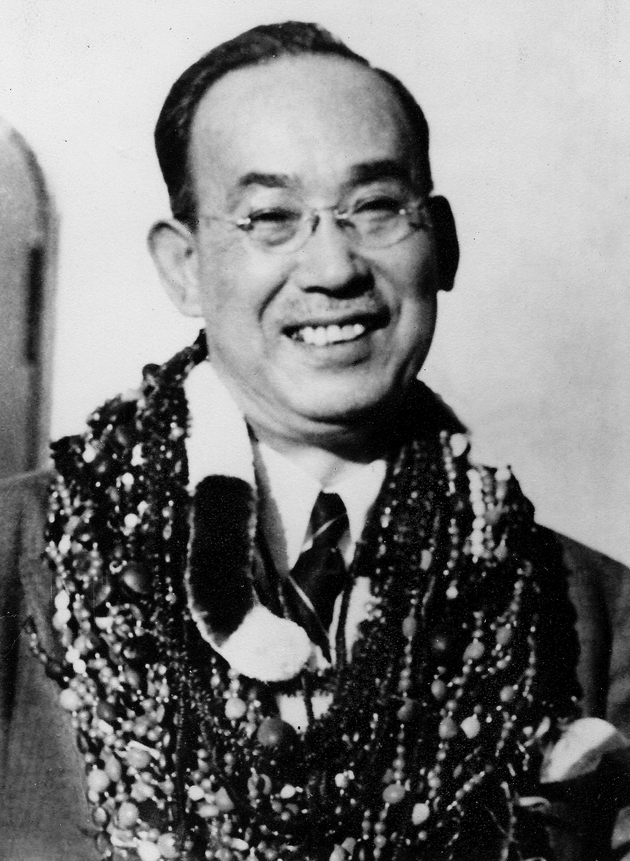
Hajasi Csúdzsiró (1880-1940)

Uszui halála után egyik tanítványa, Hajasi Csúdzsiró kilépett az Uszui Reiki Rjóhó Gakkaiból, és megalakította saját egyesületét. Hajasi nagyobb hangsúlyt fektetett a fizikai test kezelésére, egyszerűsítette a reikitanításokat, és rendszerbe foglalta a technikákat. Hajasi avatta be és képezte Hawayo Takatát, aki az Amerikai Egyesült Államokba visszautazva országszerte gyakorolta a reikit, és beavatásokat végzett az első két szintre.
Takata fontosnak tartotta, hogy a reikikezelést és -oktatást pénz ellenében végezze. 1976-ban kezdte a sinpiden szintre való beavatásokat és bevezette az e szintnek megfelelő reikimester fogalmát. A mesterképzés díját 10 000 dollárban állapította meg.
Takata 1979-ben bekövetkezett haláláig 22 reikimestert képzett ki. A Japánon kivül történő reikioktatás legnagyobb része az ő munkájának köszönhető.
Takata halálát követően kettészakad a reiki nyugati ága: Barbara Weber Ray 1995-ben, amikor egyik tanítványa, Micui Mieko hazatért Japánból, a tőle kapott információk alapján új iskolát hozott létre: 7 fokozatú rendszerben kezdte el tanítani a reikit, és megalakította a The Radiance Technique nevű irányzatot. Takata unokája, Phyllis Lei Furumoto létrehozza a Reiki Alliance-ot azzal a céllal, hogy összefogja a Barbara Rayhez nem csatlakozott mestereket.
A 2000-es évekre nyugati reikimesterek visszajuttatták a reikit Japánba, ahol azt elkezdték oktatni. Rátaláltak a reiki gyökereire, olyan reikitanítókra, akik túlélték a II. világháborút. Egyre nagyobb igény lett a reiki eredeti tanításai iránt, és ennek eredményeképpen 1999-ben Jamagucsi Csijoko és Tadao megalapította a Dzsikiden Reiki Intézetet, mely Dr. Hajasi tanításait hűen követve kezdte el tanítani a reiki 1930-as években megőrzött formáját. Bár fény derült az Uszui Reiki Rjóhó Gakkai létére, ez a szervezet elzárkózik, és nem fogad külföldieket. Ugyan Uszui mester és Dr. Hajasi szenszeinek több tanítványa is túlélte a II. világháborút és a hidegháborút, ezen irányzatok nem terjedtek el annyira, noha egy-egy követőjük ma is él Japánban.